# Bamouin
Bamouin (ou Bamouen) est un village de la Région du Littoral au Cameroun, situé dans la commune de Bonaléa

## Population et développement
En 1967, la population de Bamouin était composée essentiellement des Bankon (Abo). Elle était de 62 habitants dont 29 hommes et 33 femmes, lors du recensement de 2005.